# La madre trabajadora
La madre trabajadora (Työläisäiti en finés) es una escultura pública realizada por el artista finlandés Panu Patomäki en 1996. Está situada en el parque Työläisäidin, en la intersección de las calles Sturenkatu y Läntinen Brahenkatu, en el distrito de Alppiharju, Helsinki. La obra fue inaugurada el 12 de mayo de 1996, coincidiendo con el Día de la Madre en Finlandia. La ceremonia contó con la participación de cientos de residentes y fue presidida por la primera dama, Eeva Ahtisaari.

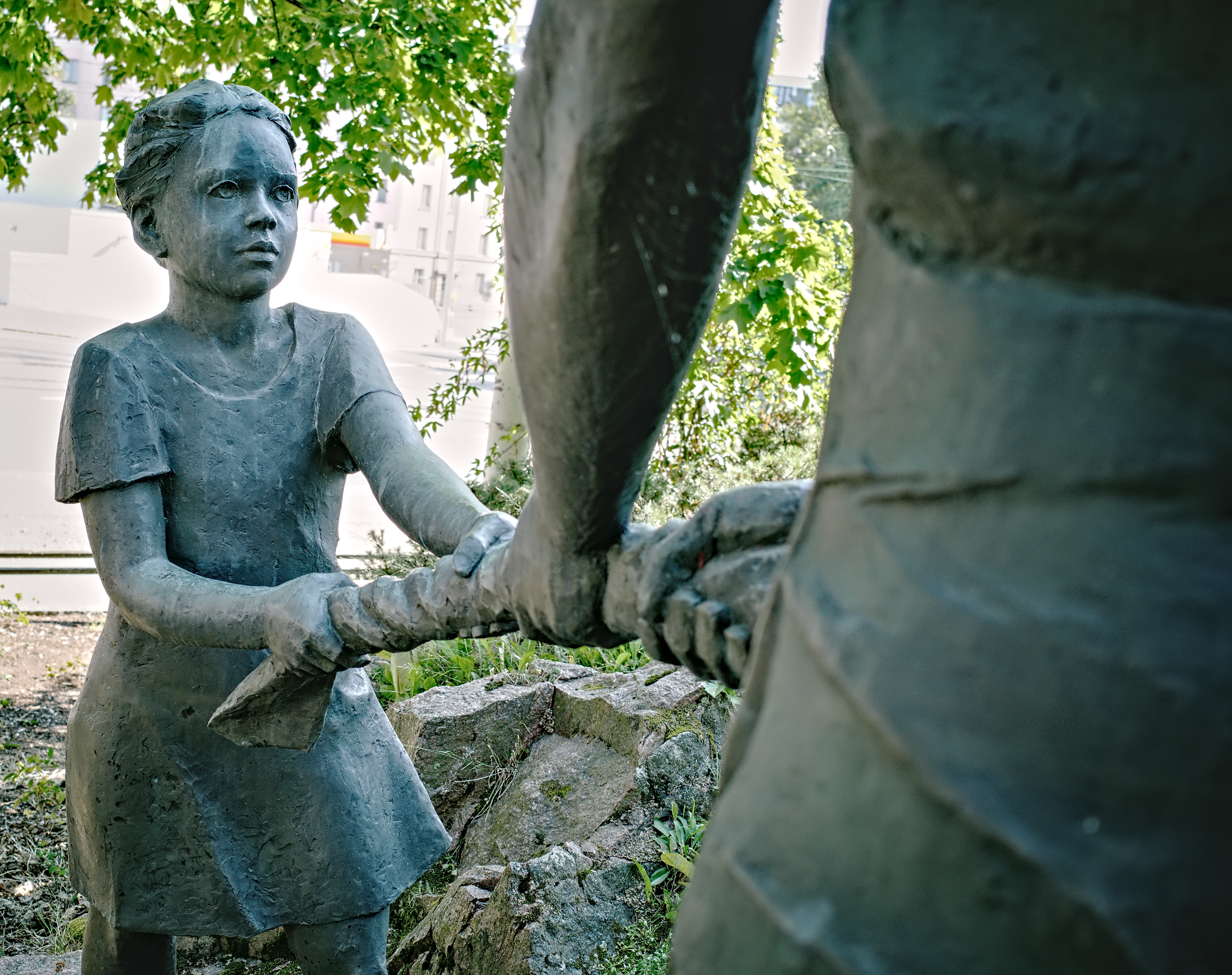
Detalle de la hija, conocida como Liisa

En 1992, un grupo de vecinos del barrio de Vallila que solía reunirse en la sauna Päijänne propuso crear un homenaje a la madre trabajadora. La iniciativa contó con el apoyo de antiguos residentes de la calle Kirstinkatu y de muchas otras personas del entorno. Gracias al compromiso y entusiasmo de esta comunidad, el proyecto pudo llevarse a cabo. Para financiarlo, el comité organizador impulsó diversas actividades destinadas a la recaudación de fondos.
La escultura representa a una madre y su hija en plena tarea doméstica, escurriendo ropa mojada sobre una palangana. Está elaborada en bronce y responde a un estilo realista y expresivo. Fue concebida para ser apreciada desde todos los ángulos. Según una votación organizada por la revista Kallio, las figuras han sido bautizadas como Lyyli (la madre) y Liisa o Alice (la hija). Junto a la escultura, una placa de latón colocada sobre una roca lleva la inscripción: «Inaugurada el Día de la Madre, el 12 de mayo de 1996, en agradecimiento a las madres trabajadoras».
Desde su inauguración, se celebra anualmente una ofrenda floral en el lugar a las 12:00 horas del Día de la Madre. En 2004, con motivo del 60.º aniversario de la independencia de Finlandia, se inauguró un sistema de iluminación permanente para la escultura, en un acto presidido por la presidenta Tarja Halonen.
Forma parte de la Colección de Arte de la Ciudad de Helsinki, gestionada por el Museo de Arte de Helsinki (HAM).